# Гей, Юлий
Юлий Гей (нем. Julius Hey; 29 апреля 1832, Хёхгайм, Нижняя Франкония — 22 апреля 1909[…], Мюнхен) — немецкий музыкальный педагог и теоретик музыки.

## Биография
Юлий Гей родился 29 апреля 1832 года в Хёххайме; согласно записи в реестре Мюнхенской художественной академии, он был сыном точильщика-полировщика натурального камня. При посредничестве барона Вольфганга Сарториуса фон Вальтерсгаузена, профессора геологии из Гёттингенского университета, Гей начал с 1844 года учиться в Гёттингене гравюре у архитектора и рисовальщика Франческо Саверио Каваллари. 7 мая 1854 года задокументировано его вступление в Мюнхенскую академию художеств, которой в то время руководил Вильгельм фон Каульбах. 2 мая 1856 года он получил аттестат зрелости и профессию и профессию гравёра по меди, посте чего стал уже в частном порядке изучать живопись, под началом Карла Миллнера.
Влияние Роберта Шумана, Иоганнеса Брамса и Йозефа Иоахима, побудили Юлия Гея сменить живопись на музыку. В 1859 году он стал частным студентом композиции и дирижирования у Франца Лахнера в Мюнхене и брал уроки пения у Фридриха Шмитта (нем. Friedrich Schmitt; 1812–1884). 
С 1860 по 1865 год Гей давал уроки теории, фортепиано и пения в частных домах. Среди его учеников также были представители баварской аристократии: с начала 1864 года он работал учителем музыки в доме герцогов Баварии, где обучал Людвига II.
В 1864 году Гей некоторое время был вторым дирижером в Аугсбурге. 
В том же году он встретил Рихарда Вагнера, который назначил его преподавателем пения в Мюнхенской государственной музыкальной школе (1867—1887). 
Образовательная система Гея была основана на тщательном изучении фонетических особенностей немецкого языка и связанных с ними мелодических образований. В 1886 году увидел свет основной труд Гея, где были представлены его взгляды на воспитание немецких певцов — «Обучение немецкому пению» («Deutscher Gesangsunterricht»); содержит четыре части, из которых первая посвящена изучению мелодики немецкого языка. В целом это сочинение воплощает в себе, в ясном изложении, взгляды Вагнера на воспитание немецких певцов, и не в форме неясной теории, а последовательно, начиная от элементов естественного образования тона до художественно-законченного исполнения, не упуская из виду опыта плодотворной практики по преподаванию пения.
Многочисленные ученики Гея образовали крепкую группу исполнителей вагнеровских партий на немецких сценах. Гей написал этюд «Вагнер как мастер декламации» («R. Wagner als Vortragsmeister», Wien, 1911) и небольшое количество романсов и дуэтов, использующихся в Германии для вокальной педагогики по сей день.
Юлий Гей умер 22 апреля 1909 года в городе Мюнхене.